# 氧化铟(I)
氧化铟(I)是一种无机化合物，化学式为In2O。它是一种黑色的晶体粉末，不吸湿。

## 制备
氧化铟(I)可由氧化铟(III)的还原制备：
In2O3 + 2 H2 —400℃→ In2O + 2 H2O
草酸铟的热分解也能得到氧化铟(I)：
In2(C2O4)3 → In2O + CO + 5 CO2↑

## 化学性质
氧化铟(I)可以和盐酸反应，并放出氢气：
In2O + 6 HCl → 2 InCl3 + H2O + 2 H2↑